# Diecezja Umuarama
Diecezja Umuarama (łac. Dioecesis Umuaramensis) – diecezja Kościoła rzymskokatolickiego w Brazylii. Należy do metropolii Maringá wchodzi w skład regionu kościelnego Sul 2. Została erygowana przez papieża Pawła VI bullą Apostolico officio w dniu 26 maja 1973.